# Saison 2016 du Tour européen PGA
Navigation
Édition précédente Édition suivante
Le circuit européen de golf 2016 est le circuit européen de golf qui se déroule sur l'année 2016, entre novembre 2015 et novembre 2016. L'évènement est organisé par la PGA européenne et la plupart des tournois se tiennent en Europe. La saison s'articule autour de 48 tournois dont les quatre tournois majeurs que sont le Masters, l'Open américain, l'Open britannique et le championnat de la PGA. La saison est marquée par le retour du golf aux Jeux olympiques d'été, pour la première fois depuis 1904, ainsi que par la Ryder Cup 2016.

## Tournois
| Dates                     | Tournoi                           | Vainqueur           | Gains totaux   |
| ------------------------- | --------------------------------- | ------------------- | -------------- |
| 26 au 29 novembre         | Alfred Dunhill Championship       | Charl Schwartzel    | 1 500 000 €    |
| 3 au 6 décembre           | Nedbank Golf Challenge            | Marc Leishman       | 6 500 000 $    |
| 3 au 6 décembre           | Australian PGA Championship       | Nathan Holman       | 1 750 000 A$   |
| 8 au 11 janvier           | Open d'Afrique du Sud             | Brandon Stone       | 15 000 000ZAR  |
| 14 au 17 janvier          | Joburg Open                       | Haydn Porteous      | 16 500 000 ZAR |
| 15 au 17 janvier          | EurAsia Cup                       | Europe              |                |
| 21 au 24 janvier          | Abu Dhabi Golf Championship       | Rickie Fowler       | 2 700 000 $    |
| 27 au 30 janvier          | The Commercial Bank Qatar Masters | Branden Grace       | 2 500 000 $    |
| 4 au 7 février            | Omega Dubai Desert Classic        | Danny Willett       | 2 650 000 $    |
| 11 au 14 février          | Tshwane Open                      | Charl Schwartzel    | 18 500 000 ZAR |
| 18 au 21 février          | Maybank Malaysian Open            | Marcus Fraser       | 2 750 000 $    |
| 25 au 28 février          | Perth International               | Louis Oosthuizen    | 1 750 000 A$   |
| 3 au 6 mars               | Cadillac Championship             | Adam Scott          | 9 500 000 $    |
| 10 au 13 mars             | Thailand Classic                  | Scott Hend          | 1 750 000 €    |
| 17 au 20 mars             | Hero Indian Open                  | S.S.P. Chawrasia    | 1 500 000 €    |
| 23 au 27 mars             | Dell Match Play Championship      | Jason Day           | 9 500 000 $    |
| 7 au 10 avril             | Le Masters                        | Danny Willett       | 10 000 000 $   |
| 14 au 17 avril            | Open d'Espagne                    | Andrew Johnston     | 2 000 000 €    |
| 21 au 24 avril            | Shenzhen International            | Soomin Lee          | 2 800 000 $    |
| 28 au 1er mai             | Volvo China Open                  | Haotang Li          | 20 000 000 RMB |
| 5 au 8 mai                | Trophée Hassan II                 | Jeunghun Wang       | 1 500 000 €    |
| 12 au 15 mai              | AfrAsia Bank Mauritius Open       | Jeunghun Wang       | 1 000 000 €    |
| 19 au 22 mai              | Irish Open                        | Rory McIlroy        | 4 000 000 €    |
| 26 au 29 mai              | BMW PGA Championship              | Chris Wood          | 5 000 000 €    |
| 2 au 5 juin               | Nordea Masters                    | Matthew Fitzpatrick | 1 500 000 €    |
| 9 au 12 juin              | Open d'Autriche                   | Ashun Wu            | 1 000 000 €    |
| 16 au 19 juin             | Open américain                    | Dustin Johnson      | 10 000 000 €   |
| 23 au 26 juin             | BMW International Open            | Henrik Stenson      | 2 000 000 €    |
| 30 juin au 3 juillet      | Open de France                    | Thongchai Jaidee    | 3 500 000 €    |
| 7 au 10 juillet           | Open d'Écosse                     | Alex Noren          | 3 250 000 £    |
| 14 au 17 juillet          | Open britannique                  | Henrik Stenson      | 6 500 000 £    |
| 28 au 31 juillet          | Championnat de la PGA             | Jimmy Walker        | 10 500 000 $   |
| 4 au 7 août               | Paul Lawrie Match Play            | Anthony Wall        | 1 000 000 €    |
| 11 au 14 août             | Jeux olympiques                   | Justin Rose         |                |
| 18 au 21 août             | D+D Real Czech Masters            | Paul Peterson       | 1 000 000 €    |
| 25 au 28 août             | Made in Denmark                   | Thomas Pieters      | 1 800 000 €    |
| 1er au 4 septembre        | Omega European Masters            | Alex Noren          | 2 700 000 €    |
| 8 au 11 septembre         | KLM Open                          | Joost Luiten        | 1 800 000 €    |
| 15 au 18 septembre        | Open d'Italie                     | Francesco Molinari  | 3 000 000 €    |
| 22 au 25 septembre        | Open européen                     | Alexander Lévy      | 2 000 000 €    |
| 30 septembre au 2 octobre | Ryder Cup                         | États-Unis          |                |
| 6 au 9 octobre            | Dunhill Links Championship        | Tyrrell Hatton      | 5 000 000 $    |
| 13 au 16 octobre          | British Masters                   | Alex Noren          | 3 000 000 £    |
| 20 au 23 octobre          | Portugal Masters                  | Padraig Harrington  | 2 000 000 €    |
| 27 au 30 octobre          | HSBC Champions                    | Hideki Matsuyama    | 9 500 000 $    |
| 3 au 6 novembre           | Turkish Airlines Open             | Thorbjorn Olesen    | 7 000 000 $    |
| 10 au 13 novembre         | Nedbank Golf Challenge            | Alex Noren          | 7 000 000 $    |
| 17 au 20 novembre         | Dubai World Championship          | Matthew Fitzpatrick | 8 000 000 $    |

## Classement final
| Rang                                           | Golfeur              | Points    |
| ---------------------------------------------- | -------------------- | --------- |
| 1                                              | Henrik Stenson       | 4 148 402 |
| 2                                              | Danny Willett        | 3 734 528 |
| 3                                              | Alex Noren           | 3 447 323 |
| 4                                              | Tyrrell Hatton       | 3 233 586 |
| 5                                              | Rory McIlroy         | 2 971 988 |
| 6                                              | Matthew Fitzpatrick  | 2 395 788 |
| 7                                              | Branden Grace        | 2 098 915 |
| 8                                              | Rafael Cabrera-Bello | 2 069 184 |
| 9                                              | Bernd Wiesberger     | 2 015 865 |
| 10                                             | Louis Oosthuizen     | 1 938 370 |
| source: europeantour.com Classement final 2016 |                      |           |